# Ventura (Californie)
Pour les articles homonymes, voir Ventura.
Ventura (officiellement Ville de San Buenaventura) est une ville de Californie, située dans le comté éponyme dont elle est le siège. Lors du recensement de 2020, sa population s’élevait à 110 763 habitants.

## Histoire
La région de Ventura était habitée par le peuple Chumash précédant l'arrivée des Espagnols. Les Chumash habitaient un territoire s'étendant de Malibu à San Luis Obispo environ, y compris la région où Ventura devait être établie.
La première rencontre enregistrée des Européens s'y fit pendant l'expédition de Gaspar de Portolà en 1769. L'équipe espagnole de l'expédition arriva près de l'embouchure du fleuve Ventura et y campa la nuit du 14 août. Ils y trouvèrent un village peuplé des Chumash. En 1782, le missionnaire franciscain Junípero Serra établit près du village une mission, sa neuvième et dernière, nommée en l'honneur de saint Bonaventure. La mission comportait un vaste jardin, où beaucoup de fruitiers étaient cultivés. Les orangers qui s'y trouvaient furent les premiers à être cultivés en Californie.
L'État de Californie incorpora la ville le 2 avril 1866 et elle devint le siège du comté du même nom en 1872. Pendant les années 1920, la ville subit une croissance rapide suscitée par l'exploitation des terres près du fleuve Ventura pour le pétrole. La population sauta de 5000 de personnes en 1922 à 11000 en 1926.

## Démographie
| 1880  | 1890  | 1900  | 1910  | 1920  | 1930   |
| ----- | ----- | ----- | ----- | ----- | ------ |
| 1 370 | 2 320 | 2 470 | 2 901 | 4 156 | 11 603 |

| 1940   | 1950   | 1960   | 1970   | 1980   | 1990   |
| ------ | ------ | ------ | ------ | ------ | ------ |
| 13 264 | 16 534 | 29 114 | 57 964 | 73 774 | 92 575 |

| 2000    | 2010    | 2020    | - | - | - |
| ------- | ------- | ------- | - | - | - |
| 100 916 | 106 433 | 110 763 | - | - | - |

## Géographie
Selon le Bureau du recensement des États-Unis, Ventura a une superficie totale de 83,124 km2, dont 56,085 km2 de terre et 27,039 km2 d'eau.

## Climat
Selon le Classification de Köppen, il se trouve à Ventura un Climat méditerranéen caractérisé par des étés chauds et des hivers doux. Le temps est doux toute l'année et la pluie pour la plupart se borne aux hivers (culminante en janvier et février). Les mois de mai et juin reçoivent le moins de pluie et en tout la ville ne reçoit que 36 jours de précipation annuellement.

Pendant janvier, qui est le mois le plus froid de l'année, la ville enregistre une moyenne température haute de 60.4 ° Fahrenheit (environ 16 °Celsius) et un creux moyen de 50.4 °Fahrenheit (environ 10 °Celsius). Les étés sont pour la plupart agréablement chauds mais la région subit aussi des vagues de chaleur où la température monte au-dessus de 90 ° F (32 °C). La température la plus haute jamais enregistrée est 119°F (48 °C).
| Mois                              | jan. | fév. | mars | avril | mai | juin | jui. | août | sep. | oct. | nov. | déc. | année |
| --------------------------------- | ---- | ---- | ---- | ----- | --- | ---- | ---- | ---- | ---- | ---- | ---- | ---- | ----- |
| Température minimale moyenne (°C) | 7    | 8    | 9    | 10    | 12  | 13   | 15   | 16   | 15   | 13   | 9    | 7    | 9     |
| Température maximale moyenne (°C) | 19   | 19   | 18   | 20    | 20  | 21   | 23   | 23   | 23   | 23   | 21   | 19   | 21    |
| Précipitations (mm)               | 86,6 | 99,1 | 77,2 | 18,3  | 5,3 | 1,3  | 0,5  | 1,8  | 9,1  | 9,1  | 34,8 | 53,6 | 396,7 |

| Diagramme climatique                                  |         |         |          |         |         |         |         |         |         |         |         |
| J                                                     | F       | M       | A        | M       | J       | J       | A       | S       | O       | N       | D       |
| 19786,6                                               | 19899,1 | 18977,2 | 201018,3 | 20125,3 | 21131,3 | 23150,5 | 23161,8 | 23159,1 | 23139,1 | 21934,8 | 19753,6 |
| Moyennes : • Temp. maxi et mini °C • Précipitation mm |         |         |          |         |         |         |         |         |         |         |         |

## Jumelages
Loreto (Mexique)

## Économie
Le siège de Cold Steel, un fabricant de couteaux, se trouve à Ventura.

## Personnalités
- Mikey García
- Curren Caples

## Traduction
- (en) Cet article est partiellement ou en totalité issu de l’article de Wikipédia en anglais intitulé « Ventura, California » (voir la liste des auteurs).